# 黄石国家森林

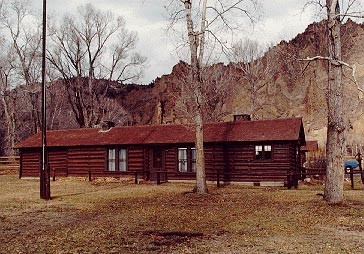
华皮蒂巡逻站，美国首个森林巡逻站。

黄石国家森林（英語：Yellowstone National Forest）起先于1891年3月30日由美国土地资源办公室设立，当时名为黄石公园林地保护区（Yellowstone Park Timber Land Reserve，面积1,239,040英畝（5,014.2平方）。1902年5月22日，更名为黄石森林保护区（Yellowstone Forest Reserve），土地面积增至6,580,920英畝（26,632.0平方）。

## 历史
黄石国家森林最初是在菲利普·谢里登将军1882年到访黃石國家公園之后提议之下而设立。谢里登建议将森林向东扩张40英里（64），向南扩张10英里（16）。参议员乔治·格拉哈姆·韦斯特张罗了立法机构，但被本地人所阻止。美国森林协会接手此事件，并立法使得美国总统能够通过行政手段将一片土地划为“森林保护区”。
1891年3月30日，本杰明·哈里森总统大体依照谢里登的建议设立了保护区。为了方便克拉克福克黄石河上游的采矿作业，该地区的东北部有些地方并没有划到保护区中。这片森林是真正意义上的美国首座国家森林。当时刚刚成立的时候，森林被派给管理黄石国家公园的同一家军事机构进行监管。
1902年，原有保护区转移至蒂顿森林保护区，并实行民间管理，在肖松尼河上的华皮蒂建立了美国第一个护林站——华皮蒂巡逻站。艺术家和牧场主亚伯拉罕·阿奇博尔德·安德森被任命为森林保护区第一任特别负责人。
1903年1月9日，阿布萨罗卡森林保护区、蒂顿森林保护区被纳入到保护区的范围内。1907年3月4日，保护区被重命名为“黄石国家森林”。
1905年，所有联邦管控的森林都被转移到了美国国家森林局的麾下。
1908年7月1日由于组织重组问题，黄石国家森林被分割成塔基国家森林、蒂顿国家森林、怀俄明国家森林、博纳维尔国家森林、阿布萨罗卡国家森林、肖松尼国家森林和熊牙国家森林，“黄石国家森林”也就此正式解散。